# Utnefjord (Schiff)
Die Utnefjord ist eine Doppelendfähre der norwegischen Reederei Boreal Sjø.

## Geschichte
Das Schiff wurde unter der Baunummer 903 von der Vard-Schiffbaugruppe gebaut. Die Kiellegung fand am 18. Juli 2018, der Stapellauf am 15. März 2019 statt. Die Fertigstellung des Schiffes erfolgte am 5. März 2020. Der Rumpf wurde auf der Werft Vard Braila gebaut, die Ausrüstung erfolgte auf der Werft Vard Brevik.
Die Fähre ist die einzige des vom norwegischen Schiffsarchitekturbüro Multi Maritime in Førde entworfenen Typs MM70FE EL.
Die Fähre verkehrt über den namensgebenden Utnefjord zwischen Kvanndal und Utne. Den Betrieb der Verbindung hatte die Reederei Boreal zum 1. Januar 2020 übernommen. Auf der Verbindung wurde zunächst noch die Fähre Petter Dass eingesetzt. Die Indienststellung der Utnefjord verzögerte sich nach der Ablieferung noch um einige Wochen, weil der Betrieb von Fähren mit der gleichen Antriebstechnologie wie bei der Fähre Ytterøyningen der Reederei Norled nach einem Brand an Bord des Schiffes im Oktober 2019 vom norwegischen Sjøfartsdirektoratet vorübergehend untersagt worden war.

## Technische Daten und Ausstattung
Die Fähre wird von zwei Elektromotoren angetrieben, die auf je eine Propellergondel an den Enden des Schiffes wirkt. Die Stromversorgung erfolgt durch Akkumulatoren. Diese können jeweils in den Häfen geladen werden. Für den Notbetrieb stehen Scania-Dieselgeneratoren zur Verfügung.
Die Fähre verfügt über ein durchlaufendes Fahrzeugdeck mit drei Fahrspuren sowie ein zusätzliches, erhöhtes Fahrzeugdeck auf einer Seite. Das durchlaufende Fahrzeugdeck ist über Rampen an beiden Enden der Fähre zugänglich. An beiden Enden befinden sich nach oben aufklappbare Visiere.
Das Fahrzeugdeck ist im mittleren Bereich der Fähre mit den Aufbauten überbaut. Auf dem Deck oberhalb des Fahrzeugdecks befinden sich ein Aufenthaltsraum für die Passagiere sowie offene Deckbereiche. Darüber befindet sich ein weiteres Deck, auf das mittig das Steuerhaus aufgesetzt ist. Die nutzbare Durchfahrtshöhe auf dem durchlaufenden Fahrzeugdeck beträgt 5 m, die maximale Achslast 15 t. Auf dem erhöhten Fahrzeugdeck beträgt die nutzbare Durchfahrtshöhe 2,5 m, die maximale Achslast 3 t.
Die Fähre kann 60 Pkw befördern. Die Passagierkapazität ist mit 199 Personen (inklusive der Schiffsbesatzung) angegeben.